# Nicolas Louis de Gelb
Pour les articles homonymes, voir Gelb.
Nicolas Louis de Gelb, né le 16 janvier 1721 à Strasbourg (Bas-Rhin) et tué le 8 décembre 1793 devant Bertsheim (Bas-Rhin), est un général français de la Révolution.

## Biographie
Il devient député de la noblesse en 1789.
Entré comme simple soldat au régime d'Alsace, il est promu général de division le 1er janvier 1784.
Il commande la 5e division militaire de Strasbourg en 1791. 
Passé dans l'Armée des Princes, il commande la charge au combat de Berstheim le 8 décembre 1793, où il est tué d'un coup de boulet. 

## Source
- (en) « Generals Who Served in the French Army during the Period 1789 - 1814: Eberle to Exelmans »